# Płyny
Płyny – polski zespół muzyczny.

## Historia
Zespół Płyny powstał latem 2004 roku w Warszawie z inicjatywy śpiewającego gitarzysty Igora Spolskiego oraz basisty Szymona Tarkowskiego. Przez pierwszy rok działalności stanowił duet, po czym w połowie 2005 roku do składu dołączyli klawiszowiec Michał Lamża, perkusista Andrzej Kwiatkowski oraz wokalistka Agnieszka Murawska.
Muzyka tworzona przez zespół od początku stanowiła eklektyczną mieszankę różnorodnych stylistyk, od avant-popu poprzez rock, reggae, jazz aż po folk. Ważnym elementem były też tworzone przez Spolskiego i Tarkowskiego teksty, opisujące w drobiazgowy sposób życie ludzi w dużym mieście, za swe tło biorące zazwyczaj Warszawę.
W 2006 roku zespół nagrał swój debiutancki album, zatytułowany Płyny, który ukazał się w kwietniu 2007 roku nakładem firmy Dream Music. Płytę promował singiel Warszawska Plaża, do którego nakręcono również teledysk. W nagraniu płyty wzięło udział wielu gości, takich jak m.in. klarnecista Paweł Szamburski, saksofonista Maciej Bielawski czy aktor teatralny Adam Sajnuk. Album zebrał znakomite recenzje w muzycznej prasie, krytycy docenili zarówno muzyczną oryginalność formacji, melodyjność przebojowych piosenek jak i interesującą warstwę tekstową.
W drugiej połowie 2006 roku, już po nagraniu debiutanckiego albumu, ale jeszcze przed jego publikacją, grupę opuściła wokalistka Agnieszka Murawska. We wrześniu 2007 roku do składu dołączyła Katarzyna Priwieziencew, córka znanego aktora Eugeniusza Priwieziencewa.
W tym zestawieniu personalnym grupa nagrała kolejny album, zatytułowany Rzeszów-st.Tropez, opublikowany wiosną 2008 roku przez należącą do Tymona Tymańskiego firmę Biodro Records. Na płycie ponownie pojawiło się wielu gości, a sam album był nieco bardziej surowy i mniej popowy od debiutu. W odróżnieniu od pierwszego krążka, pojawiły się też dwie piosenki w językach obcych, francuskim i angielskim. Jeden z utworów (Dalekie Są Kraje) oparty został na kompilacji limeryków Edwarda Leara w tłumaczeniu Andrzeja Nowickiego. 
Latem 2008 z zespołem rozstała się Katarzyna Priwiezencew, a na jej miejsce pojawiła się Ola Bilińska, znana m.in. z formacji Babadag. W takim składzie grupa zarejestrowała album "Vacatunes!", który ukazał się w marcu 2012 roku nakładem wytwórni Thin Man Records.

## Skład
- Igor Spolski – gitara, śpiew
- Szymon Tarkowski – bas, gitara, śpiew
- Ola Bilińska – śpiew
- Michał Lamża – instrumenty klawiszowe
- Andrzej Kwiatkowski – perkusja, akordeon

## Byli członkowie
- Agnieszka Murawska – śpiew
- Katarzyna Priwieziencew – śpiew

## Dyskografia

### Albumy
- Płyny (2007, Dream Music/Pomaton)
- Rzeszów-st.Tropez (2008, Biodro Records)
- Vacatunes (2012, Thin Man Records)